# ニセチズガメ
ニセチズガメ（偽地図亀、Graptemys pseudogeographica）は、爬虫綱カメ目ヌマガメ科チズガメ属に分類されるカメ。生態系被害防止外来種。別名キタニセチズガメ。

## 分布
アメリカ合衆国（オハイオ川、ミシシッピ川上流域、ミズーリ川）固有種

## 形態
最大甲長27cm。背甲は褐色で、後部はノコギリ状に尖る。幼体の椎甲板には黒い棘状の突起があり、腹甲には等高線のような筋模様が入る。しかし成長するにつれて突起は滑らかになり、腹甲の模様は消失する。種小名pseudogeographicaは「偽の地図」の意で和名や英名と同義。偽物のチズガメ属ではなく偽物のヒラチズガメという意だが、形態が特にヒラチズガメと酷似しているというわけではない。
頭部には白や淡黄色の細かい筋模様が入り、模様は個体により変異がある。虹彩は褐色。成体のオスは前足の爪が長く伸びる。
フトマユチズガメやミシシッピチズガメは本種に近縁とされ、この2種（あるいはどちらか1種を）を本種の亜種とする説もある。

## 生態
主に大型河川に生息するが、流水を好むチズガメには珍しく湖沼にも生息する。水棲傾向が強いが、倒木や岩に登り日光浴を行うことも好む。日光浴中に驚くと水中に滑るようにして飛びこんで逃げる。
食性は肉食性の強い雑食で魚類、昆虫類、甲殻類、貝類、水草等を食べる。貝類を主食する同属他種がいない環境では貝を食べる割合が大きくなるとされる。（特に成体のメス）
繁殖形態は卵生で、水辺の地面に穴を掘って1回に8-22個の卵を2、3回に分けて卵を産む。

## 人間との関係
開発による生息地の破壊や、ペット用の採集により生息数が減少している。
ペットとして飼育されることもあり、日本にも輸入されている。別種との種間雑種も含んだ繁殖個体が大量に輸出されていた。2006年にチズガメ属がワシントン条約附属書IIIに記載されアメリカ合衆国からの輸出が制限されたため、流通量は激減した。元々は北アメリカに生息し環境の変化にも強いため、遺棄すると定着する可能性が非常に高いことから要注意外来生物に指定されている。以前は近縁種や種間雑種も含め「グレーマップタートル」や「ハイイロチズガメ」の商品名で流通していた。
環境の変化に強く丈夫で飼育しやすいが流通するのは主に幼体で、ペットショップによっては粗雑に扱われることもあり体調を崩していることもある。